# Blätterbrunnen

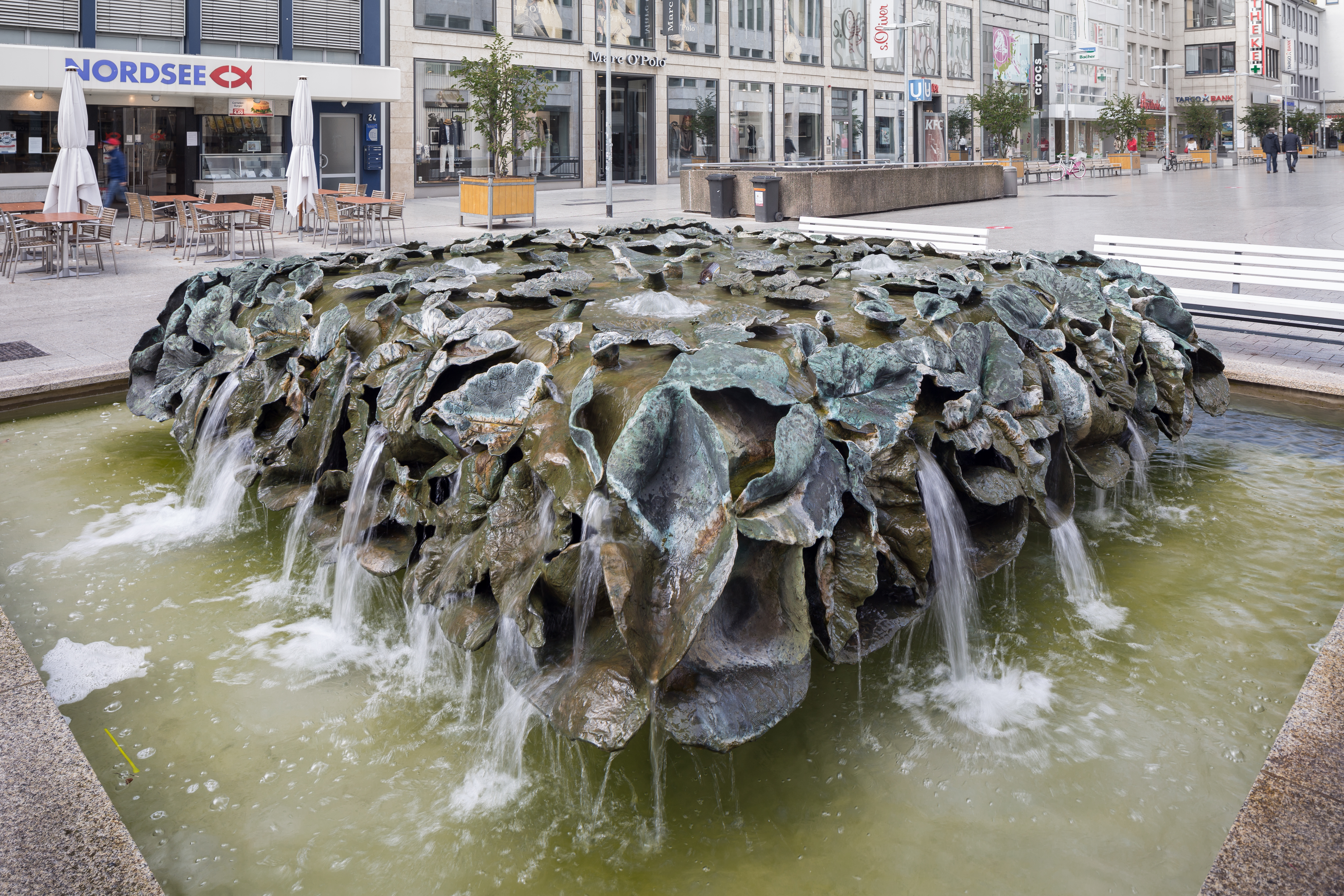
Blätterbrunnen

Der Blätterbrunnen (auch Ständehausbrunnen oder Cimiotti-Brunnen) in Hannover steht in der Nähe des Kröpcke an der Ecke Karmarschstraße und Ständehausstraße. Er wurde vom deutschen Bildhauer der Informellen Kunst Emil Cimiotti geschaffen.
Der Brunnen wurde nach Abschluss der U-Bahn-Bauarbeiten und der anschließenden Neugestaltung der Ständehausstraße 1976 installiert.
Am 10. Januar 2011 wurde er aufgrund der Umbauarbeiten des Kröpcke-Centers abgebaut und eingelagert und danach in etwa 45 Meter Entfernung wieder aufgebaut.
Das Blättermotiv formulierte Cimiotti auch an anderen Standorten aus:
- 1980 in rundem Becken für den Haftpflichtverband der Deutschen Industrie, Riethorst
- 1986 als Stele für die seinerzeitige Landeszentralbank an der Baringstraße